# Humberto Zurita
Pour les articles homonymes, voir Zurita.
Humberto Zurita est un acteur, réalisateur et producteur de cinéma mexicain né le 2 septembre 1954 à Torreón.

## Biographie
Il est surtout connu pour avoir tenu le rôle de Guillermo Alarcón Morales dans la telenovela Marina et celui d'Epifanio Vargas dans la série  La Reine du Sud (saisons 1 et 2).